# شورش دونگان
شورش دونگان جنگی قومی و نژادی با دخالت عاملان مذهبی در قرن ۱۹ در چین بود. این قیام با نام جنگ اقلیت هوئی نیز شناخته می‌شود. این طغیان گاهی اوقات به عنون بخشی از شورش پانتای - که در همان زمان در یون‌نان درگرفت - شناخته می‌گردد.
شورش دونگان قیامی به رهبری قوم هوئی و دیگر اقوام مسلمان در چین بود که میان سالهای ۱۸۶۲ تا ۱۸۷۷ میلادی در مناطق شاآنشی، گانسو و همچنین ناحیه سین‌کیانگ رخ داد. این شورش هنگامی رخ داد که یک بازرگان هان (اکثریت قومی مردم چین) بر سر قیمت گیاهان خیزران با یک هوئی که پول آنها را به آن بازرگان نداده بود، دعوا و منازعه نمود.
این قیام بسیار بی نظم و نامرتب بود و رهبران آن با یکدیگر کوچک‌ترین تعامل و اتفاق نظر نداشتند. برخلاف تصور اشتباه عموم که این شورش را قیامی بر ضد دودمان چینگ می‌دانند، مدرکی مبنی بر این که شورشیان قصد حمله به پایتخت چینگ -یعنی بیجینگ- را داشتند، وجود ندارد. زمانی که این شورش سرکوب شد، عده‌ای از دونگانی‌ها به امپراتوری روسیه، قزاقستان و قرقیزستان مهاجرت کردند.